# Ediciones Cíes
La editorial Cíes fue una empresa española del siglo XX (1943-1958), radicada en Vigo (Pontevedra) y fundada por la familia Barrientos, a la que no hay que confundir con su sucesora en Alicante, Ediciones Cíes. Se dedicaba a la edición, difusión y distribución de libros de literatura popular o de masas, particularmente novelas de bolsillo o pulp "de a duro", de sesenta y cuatro a unas cien páginas en formato de media cuartilla, en especial del oeste, policiacas y rosas o sentimentales, así como de otros temas fácilmente consumibles, que se exportaban también a Hispanoamérica.

## Historia
El librero Eugenio Barrientos López tenía en Vigo la librería Tetilla (así llamada por el mote de los Barrientos), una empresa familiar en la calle Elduayen que se extendía a imprimir postales bajo la denominación o sello de editorial Barrientos. En 1943 el escritor Marcial Lafuente Estefania le propuso imprimir en ella La mascota de la pradera, su primera novela del oeste. Fue el primer título de Cíes, así llamada por las islas del mismo nombre que se encuentran frente a la ría de Vigo, e inició su colección Rodeo, que disfrutó de un éxito inmediato y de una distribución privilegiada a causa de su formato, que podía exponerse en kioscos de prensa, pues Barrientos se cuidó de crear esa novedosa forma de distribución. Se añadió a la colección Fidel Prado, el escritor con más títulos en ella, que trabajaba también como letrista de cuplés. La colección alcanzó, con otros autores (entre ellos los hijos de Marcial, Federico y luego Francisco y un sobrino de este), ochocientos títulos entre 1943 y 1951 (cuando la mayoría de sus autores se mudaron con mejor contrato a la editorial Bruguera de Barcelona, que al quebrar en 1981 transfirió los derechos a ediciones B del grupo Z), unos cien al año, porque los escritores de novela corta popular podían suministrar casi una novelita nueva a la semana, aunque no siempre con calidad de página. Desaparecida también Zeta en 2002, los herederos e hijos escritores de Estefanía fundaron en Alicante su propia marca editorial, Ediciones Cíes, para sus novelas del oeste, recordando sus orígenes.
Barrientos, quien en sus inicios había tenido la ayuda del editor Ramón Sopena, abrió después la colección Princesita para la novela romántica, de un éxito similar, que empezó a fines de 1949. En ella empezó su fecundísima carrera Corín Tellado, la autora en castellano más leída después de Cervantes. Aunque para la novela policiaca se creó Biblioteca X, donde publicaban ocasionalmente Marcial y Corín bajo pseudónimo, al final también incluyó novelas del oeste; allí publicaron con pseudónimo otros autores hoy en día difíciles de determinar. Cada una de estas dos colecciones alcanzó los doscientos títulos. Las portadas de las novelitas se importaban de Barcelona, donde las hacía el artista gráfico Tomás Porto. Artes Gráficas Grijelmo, de Bilbao, hacía la encuadernación. Aunque también hizo encargos a la imprenta madrileña MAEZA.
Barrientos se extendió también a la publicación de tebeos con menos éxito: Pirata Cobra Blanca (1947), Máscara Verde (1949) y Rodeo Infantil (1949), esta última con una segunda serie. Cíes publicó también cuadernos de aventuras históricas destinados al público infantil (colección Amenus) e ilustrados por el citado Tomás Porto, P. Alférez, Borné o Beyloc, entre otros autores. Por demás, la producción de la editorial se extendió también a los libros didácticos ilustrados infantiles en general.